# Конаре (област Стара Загора)
 За другото българско село с име Конаре вижте Конаре (Област Добрич).  
Конаре е село в Южна България. То се намира в община Гурково, област Стара Загора.

## География
Намира се в община Гурково, област Стара Загора и с него завършва Розовата долина на изток. Разположено на южния склон на Стара планина. На около 4 километра южно от селото се намира яз. „Жребчево“.
През селото минава третокласния път София – Бургас.

## История
До 1934 година селото се казва Конари, след това е преименувано на Княгиня Евдокия, а в 1947 година името му е възстановено във формата Конаре. В землището на село Конаре се намира местността „Градището“, в която ясно се виждат следи от зидове, и за която се предполага, че това са останки от древен град с имената Юленград или Уленград. През 2017 година, западно от селото, археолози от РИМ Стара Загора откриват останки от римска вила рустика.

## Религии
Населението на с. Конаре е източно православно. В землището на Конаре има останки от старите манастири, „Свети Николай“ и „Света София“, има действащ храм „Св. Троица“, който е с повече от 160-годишна история.

## Обществени институции
- Кметство;
- Читалище;
- Здравна служба.

## Личности
- Петко Станев Попов  (1932 - 2011) - български юрист. Професор и заместник-ректор на Софийския университет „Свети Климент Охридски“ в периода 1989 – 1991 г.
- Петър Даиков (1927-?), български офицер, инженер, генерал-майор

- 1 май – Традиционна среща – събор в местността „Улищица“;
- 23 юни – Празник в с. Конаре – Земляческа среща – площад с. Конаре